# Вудворд, Боб
Роберт Апшер (Боб) Вудворд (англ. Robert Upshur "Bob" Woodward; род. 26 марта 1943, Дженива, Иллинойс, США) — американский журналист, редактор газеты «The Washington Post» (работает в издании с 1971 года). Один из известнейших в США журналистов-расследователей.

## Уотергейтский скандал
В 1972 году к молодому журналисту Роберту Вудворду, только что начавшему работать в газете «Вашингтон Пост», присоединился другой журналист, Карл Бернстайн, и они вместе начали расследование череды событий, впоследствии вошедших в историю как «Уотергейтский скандал». Всё началось 17 июня 1972 года, когда при попытке проникнуть в штаб-квартиру Демократической партии США, расположенную в одном из зданий комплекса «Уотергейт», были задержаны пять человек. Была доказана причастность этих людей к Республиканской партии США.
Журналистские расследования, проведённые Вудвордом и Бернстайном, вынудили 37-го президента США Ричарда Никсона подать в отставку 9 августа 1974 года.
В том же году вышла книга Вудворда и Бернстайна об Уотергейтском скандале — «Вся президентская рать» (англ. All the President's Men), по которой в 1976 году был снят одноимённый фильм.

## Дальнейшая деятельность
В 1987 году Вудворд выпустил книгу об 11-м директоре Центральной разведки Уильяме Кейси, возглавлявшем ЦРУ в 1981—1987 годах при Рональде Рейгане. В США книга вышла под названием «Пелена» (англ. Veil), во Франции она получила название «ЦРУ: Секретные войны 1981—1987» (фр. «CIA: Guerres secrètes 1981—1987»), в русском переводе — «Признание шефа разведки».
Во время президентства Джорджа Буша-младшего Вудворд взял у него шесть интервью общей продолжительностью около 11 часов, проведя рядом с Бушем больше времени, чем кто-либо ещё из американских журналистов. По следам этих интервью, а также основываясь на других данных, Вудворд выпустил с 2002 по 2008 годы четыре книги, в которых подробно исследовано президентство Буша-младшего.